# Гюнтхард, Жак
Жак Гюнтхард (8 января 1920 года, Хирцель, Швейцария — 7 августа 2016 года) — швейцарский гимнаст, олимпийский чемпион. Принимал участие в соревнованиях по спортивной гимнастике на летних Олимпийских играх 1952 в Хельсинки, где завоевал золотую медаль в упражнениях на перекладине и серебряную медаль в командных соревнованиях.

## Биография и карьера
Вырос в городе Веденсвил. Учился в вечерней школе, в Швейцарской высшей технической школе Цюриха.
В 1952 году принимал участие в соревнованиях по спортивной гимнастике на летних Олимпийских играх в Хельсинки. На Олимпиаде в составе швейцарской сборной вместе с Жан Луи Чабольди, Хансом Ойгстером, Эрнстом Фивианом, Эрнстом Гебендингером занял второе место в командном зачете вслед за гимнастами из Советского Союза. В индивидуальном зачете был 17-м. В соревнованиях на перекладине он показал лучший результат, набрав 19,55 очков и опередил соотечественника Йозефа Штальдера и немецкого гимнаста Альфред Шварцмана.
В 1957 году выиграл чемпионат Европы по спортивной гимнастике в Париже в упражнениях на турнике и брусьях. В 1951 и 1955 годах побеждал на национальном первенстве по спортивной гимнастике.
После завершения спортивной карьеры тренировал сборную Италии, готовил спортсменов этой страны к летним Олимпийским играм в Риме (1960) и Токио (1964). На Играх 1960 года итальянская команда заняла третье место. Его подопечный Франко Меничелли стал бронзовым призёром в вольных упражнениях в Риме, а через четыре года в Токио — олимпийским чемпионом. С 1965 года работал в спортивной школе в Маглингене. Также являлся аналитиком в Европейском гимнастическом союзе (UEG).
В 1970-е годы был ведущим телевизионной программы «Здоровье с Джеком.» На местном радио с 7 до 8 часов утра вел «Утреннюю гимнастику с Джеком». Написанную им в 1974 году книгу «Здоровье с Жаком Гюнтардом» можно найти в любом швейцарском фитнес-центре.